# Darkness (låt)
Darkness är en låt av Aerosmith skriven av Steven Tyler. Låten var den fjärde och sista singeln från albumet Done with Mirrors och utgavs som maxisingel.